# 長沙図書館
長沙図書館（ちょうさとしょかん、簡体字中国語: 长沙图书馆； 英語: Changsha Library）は、中華人民共和国の湖南省長沙市にある公立図書館である。2015年時点の図書館内の総蔵書数は約100万冊であり、31,000点の新聞、22,000点の視聴覚資料、8,900冊の古代文集、13,000冊の地元文書を所蔵している。

## 沿革
1960年、湖南省長沙市定王台に長沙図書館が開館。2015年12月、長沙図書館の新館が開館した。

## 利用案内
- 開館時間 - 午前9時～午後6時

## 周辺の主な施設・店舗
- 洋湖湿地公園
- 李自健美術館
- 長沙市規劃展示館
- 長沙博物館
- 長沙音楽庁